# GEOStar-3
Der GEOStar-3 (ehemals auch als STAR-3 bezeichnet) ist ein Satellitenbus, welcher vom US-amerikanischen Raumfahrtunternehmen Northrop Grumman Space Systems hergestellt wird. Er ist eine Weiterentwicklung seines Vorgängers, dem GEOStar-2.

## Einsatzliste
Stand der Liste: 17. März 2023
| Satellit  | Andere Bez.     | Besteller                 | Bestelljahr | Startdatum (UTC)         | Trägerrakete     | Startgewicht | NSSDC ID  | Anmerkungen                              |
| --------- | --------------- | ------------------------- | ----------- | ------------------------ | ---------------- | ------------ | --------- | ---------------------------------------- |
| Al Yah 3  |                 | YahSat                    | 2014        | 25. Januar 2018          | Ariane 5 ECA     | 3795 kg      | 2018-012A | Fehlstart, Umlaufbahn zu niedrig         |
| HYLAS 4   |                 | Avanti Communications     | 2014        | 5. April 2018            | Ariane 5 ECA     | 4050 kg      | 2018-033B |                                          |
| GovSat-1  | SES-16          | LuxGovSat S.A. / SES S.A. | 2015        | 30. Januar 2018          | Falcon 9 Block 5 | 4230 kg      | 2018-013A |                                          |
| MEV-1     |                 | Alliant Techsystems       |             | 9. Oktober 2019          | Proton-M/Bris-M  | 2326 kg      | 2019-067B | nachrüstbarer Antrieb für Intelsat 901   |
| MEV-2     |                 | Alliant Techsystems       |             | 15. August 2020          | Ariane 5 ECA+    | 2875 kg      | 2020-056B | nachrüstbarer Antrieb für Intelsat 10-02 |
| ASBM-1    | GX-10A, EPS-R 1 | Space Norway HEOSAT       | 2019        | 2024[veraltet] (geplant) | Falcon 9 Block 5 | ~ 2000 kg    |           | zusammen mit ASBM-2                      |
| ASBM-2    | GX-10B, EPS-R 2 | Space Norway HEOSAT       | 2019        | 2024[veraltet] (geplant) | Falcon 9 Block 5 | ~ 2000 kg    |           | zusammen mit ASBM-1                      |
| Galaxy 33 | Galaxy 15R      | Intelsat                  | 2020        | 8. Oktober 2022          | Falcon 9 Block 5 | 3654 kg      | 2022-128A | zusammen mit Galaxy 34                   |
| Galaxy 34 | Galaxy 12R      | Intelsat                  | 2020        | 8. Oktober 2022          | Falcon 9 Block 5 | 3695 kg      | 2022-128B | zusammen mit Galaxy 33                   |
| SES-18    |                 | SES S.A.                  | 2020        | 17. März 2023            | Falcon 9 Block 5 | 1139 kg      | 2023-038A | zusammen mit SES-19                      |
| SES-19    |                 | SES S.A.                  | 2020        | 17. März 2023            | Falcon 9 Block 5 | 1280 kg      | 2023-038B | zusammen mit SES-18                      |
| MRV-1     | RSGS            | Northrop Grumman          | 2020        | 2024[veraltet] (geplant) | Falcon 9 Block 5 | ~ 3000 kg    |           | Experimentalsatellit                     |